# Agnegylet
Agnegylet är en sjö i Karlshamns kommun i Blekinge och ingår i Bräkneån-Mieåns kustområde. Sjön är 12,8 meter djup, har en yta på 0,0296 kvadratkilometer och är belägen 54 meter över havet.